# Mary Millington
Mary Millington, pseudonimo di Mary Ruth Maxted e nata Quilter (Kenton, 30 novembre 1945 – Walton-on-the-Hill, 19 agosto 1979), è stata un'attrice pornografica, attivista e imprenditrice britannica.

## Biografia

### Primi anni
Era nata fuori dal matrimonio ed era cresciuta senza il padre, John William G. Klein (1899-1973), prima a Willesden e dopo a Mid Holmwood, vicino a Dorking nel Surrey. Subì bullismo a scuola a causa della nascita illegittima ed ebbe una scarsa autostima per tutta la sua infanzia e adolescenza. Lasciò la scuola a 15 anni e nel 1964 sposò Robert Maxted e si spostò a Dorking.
Voleva diventare una modella, ma era troppo bassa e così cominciò a fare prima foto di nudo artistico e poi foto glamour, ma nel 1970 decise di scattare foto softcore per il fotografo John Jesnor Lindsay, che vennero pubblicate su alcune riviste. Poco dopo cominciò a fare brevi filmini hardcore 8 mm venduti sottobanco nei sexy shop e cominciò ad avere successo in Svezia e in Germania Ovest.

### La scalata al successo tra erotismo e pornografia
Nel 1973 il suo successo crebbe e cominciò a far la comparsa in commedie erotiche, così come nel film svedese I piaceri privati di mia moglie nel 1976, che fu l'anno di maggiore attività con quattro film all'attivo, e in Perché si faccia con gusto ebbe il ruolo di Polly.
Nelle commedie erotiche Come Play with Me, The Playbirds, Confessions from the David Galaxy Affair e nell'ultimo suo film Queen of the Blues ebbe ruoli da protagonista; nel film The Playbirds ebbe il suo ruolo più famoso, quello della poliziotta Lucy Sheridan.

### I problemi con il marito e con la legge
Nel 1974 aprì anche uno dei primi sexy shop del Regno Unito, il The Whitehouse Shop a Norbury vicino a Londra, dove serviva i clienti in abiti succinti o quasi nuda, e per questo cominciò ad avere problemi con la legge e fondò l'associazione National Campaign for the Reform of the Obscene Publications Acts (NCROPA), con il fine di richiedere al governo maggiore libertà sessuale. Il nome stesso del sexy shop era in riferimento a Mary Whitehouse, che in quel periodo faceva campagne proibizionisitche contro le libertà sessuali.
Usò i soldi dei suoi film erotici e pornografici per curare la madre Mary, che morì nel 1976, fatto che la fece cadere in depressione. Nel 1977, durante la campagna pubblicitaria di Come Play with Me, si fece fotografare in topless davanti a 10 Downing Street, sede del Primo Ministro del Regno Unito; venne fermata da Scotland Yard per atti osceni e la macchina fotografica venne temporaneamente sequestrata.
Negli ultimi anni divenne anche cleptomane, stacanovista e cominciò ad usare droghe e farmaci contro la depressione, dato che anche il matrimonio stava finendo a causa dei suoi impegni di lavoro. Aveva fatto un corso per aprire un'agenzia di pompe funebri. Decise di farla finita il 19 agosto 1979, all'età di 33 anni, lasciando una lettera d'addio e suicidandosi a casa del marito con un'overdose provocata da un cocktail di anafranil, paracetamolo e vodka.

## Relazioni e amicizie
Fu amica dell'ex calciatore Jimmy Hill e degli attori Gareth Hunt e Peter Sellers, mentre nel febbraio 1975 ebbe un liason sessuale con il primo ministro Harold Wilson in un hotel di Glasgow, dove aveva un incontro con i sindacati; affermò inoltre di aver avuto un incontro con l'attore Antony Booth, suocero del futuro ministro Tony Blair.

## Filmografia

### Cortometraggi pornografici
- Miss Bohrloch[2] (1970)
- Oh, Nurse![3] (1971)
- Special Assignment[4] (1971)
- Oral Connection[5] (1971)
- Betrayed[6] (1971 ?)
- Love Games[7] (1971 ?)
- Wild Lovers[8](1972 ?)
- Party Pieces[9] (1972 ?)
- Response (aka Go Down, My Lovely)[10] (1974)
- Sex is My Business (aka Sex Shop)[11] (1974)

### Filmografia
- Secrets of a Door-to-Door Salesman[12], regia di Wolf Rilla (1973)
- Eskimo Nell[13], regia di Martin Campbell (1975)
- I piaceri privati di mia moglie (I lust och nöd), regia di Paul Gerber (1976)
- Fantasie erotiche (Intimate Games), regia di Tudor Gates e Martin Campbell (1976)
- Perché si faccia con gusto (Keep It Up Downstairs), regia di Rober Young (1976)
- Come Play with Me[14], regia di George Harrison Marks (1977)
- The Playbirds[15], regia di Willy Roe (1978)
- What's Up Superdoc![16], regia di Derek Ford (1978)
- Confessions from the David Galaxy Affair[17], regia di Willy Roe (1979)
- Queen of the Blues[18], regia di Willy Roe (1979)
- Love is Beautiful[19], regia di Gerard Damiano (1979) - mai uscito
- La grande truffa del rock'n'roll (The Great Rock 'n' Roll Swindle), regia di Julien Temple (1980) - postumo